# Luca Valdesi
Luca Valdesi (Palermo, 18 giugno 1976) è un karateka italiano. Fa parte del gruppo sportivo delle Fiamme Gialle; è, inoltre, il capitano della nazionale FIJLKAM di karate.

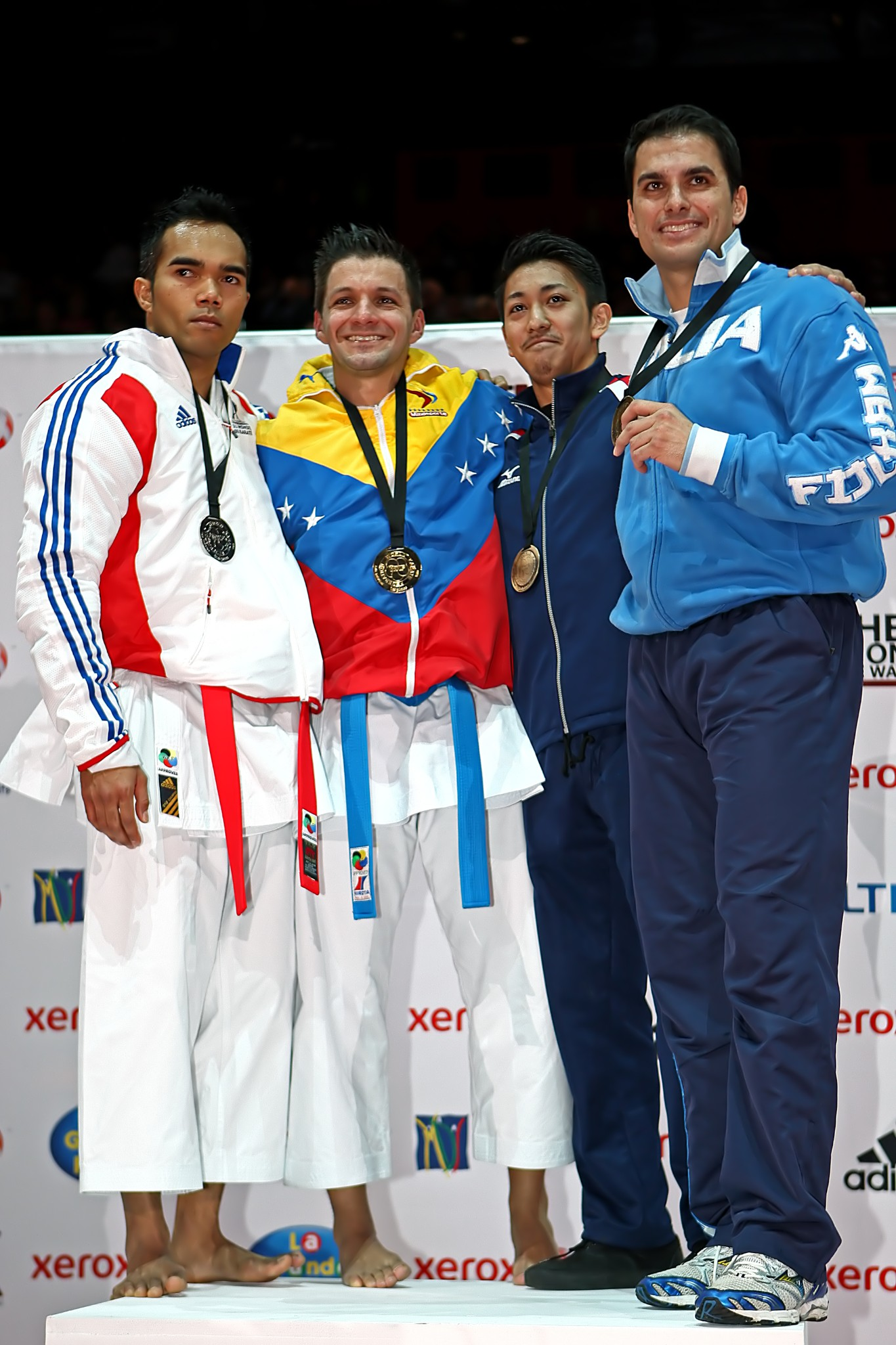

Valdesi inizia la pratica del karate a soli 6 anni; il suo primo maestro sarà proprio suo padre: Andrea Valdesi. Già nel 1995, a soli 19 anni, entra a far parte del gruppo sportivo delle Fiamme Gialle, società alla quale appartiene tuttora. Contemporaneamente iniziano le vittorie di una certa serietà: nello stesso 1995 Valdesi diventa campione assoluto italiano e l'anno dopo è medaglia d'oro ai mondiali juniores. Iniziano le prime vittorie anche nella categoria seniores: è subito medaglia d'argento nel 1998, sia agli europei che ai mondiali. Dal 2002 ha sempre conquistato il primo posto ai mondiali ed agli europei nel kata individuale, mentre in quello a squadre, insieme ai suoi compagni Vincenzo Figuccio e Lucio Maurino, è sceso dal gradino più alto del podio solo nel 2008. Uno dei suoi principali rivali è Antonio Díaz.
È sposato con Ada Spinella, dalla quale ha avuto tre figli: Andrea (Che gioca nelle giovanili della società calcistica della Juventus), Francesco, Davide. Nel 2004 ha conseguito la laurea in Economia e Commercio.